# Беруши

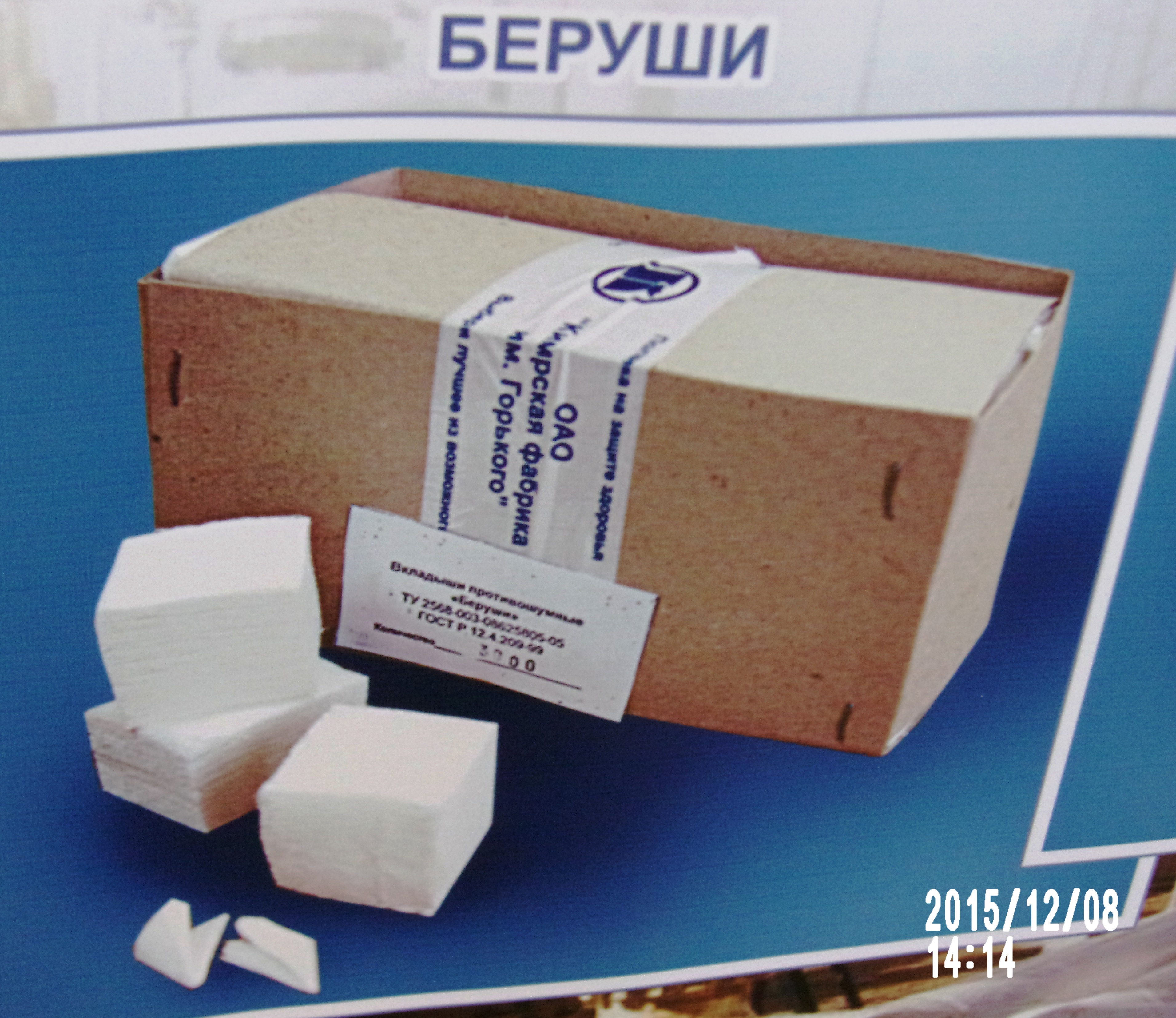
Средства индивидуальной защиты органа слуха. Одни из первых относительно эффективных советских вкладышей, появившихся в середине XX века. Состояли из куска фильтровального материала ФП, который скручивался перед введением в канал уха.

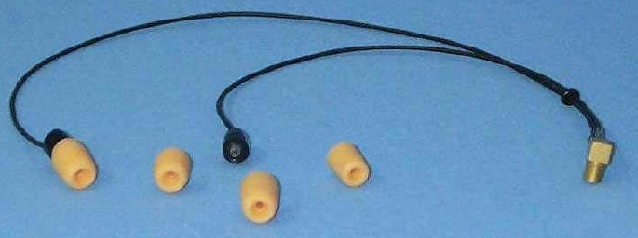
"Активные" вкладыши для защиты от шума и радиосвязи

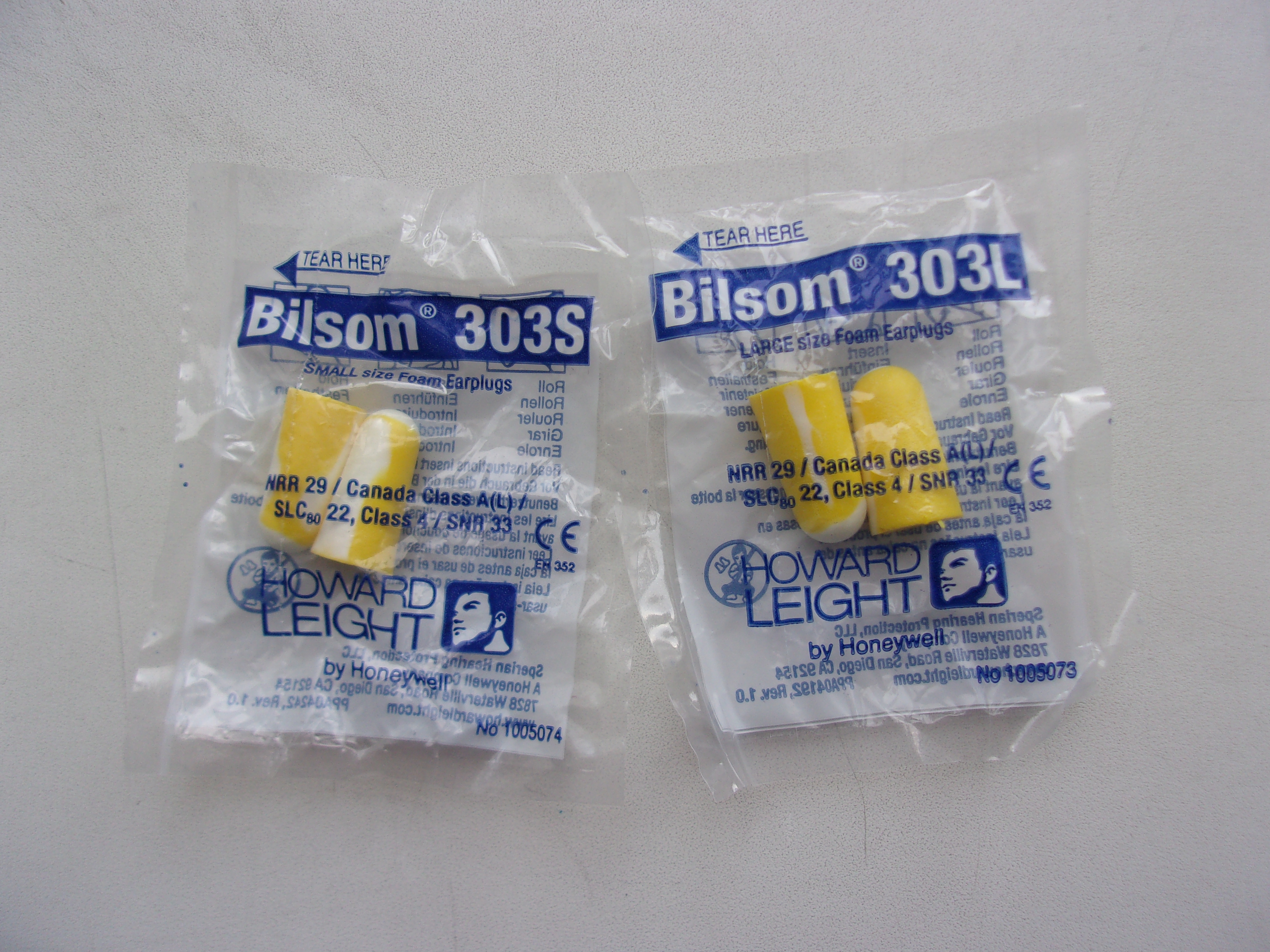
Вкладыши, изготавливаемые в двух размерах (слева — маленькие, справа — крупные). Соответствие вкладышей слуховому каналу уменьшает неприятные ощущения и позволяет долго их использовать

Беру́ши (рус. сокр. от «береги уши») — один из видов средств индивидуальной защиты органа слуха, вставляемого в слуховые проходы. Используется для защиты от шума, попадания воды и посторонних предметов. Также называются противошумными вкладышами. В России технические характеристики берушей описаны в ГОСТах. По данным в 2009 году в США в продаже было около 403 моделей вкладышей, и вкладышей, прикреплённых к оголовью.
Изначально термин «беруши» (от слов «берегите уши») применялся к разработанной И. В. Петряновым-Соколовым ткани (рыхловолокнистой массы) на основе ультратонких перхлорвиниловых волокон. Впоследствии так стали называть изделия из этой ткани, защищающие уши, а после — все изделия подобного рода, вне зависимости от используемого материала.
"Пассивные" (без электронно-акустических компонент) вкладыши могут изготавливаться из ПВХ, полиуретана, полипропилена (термопластика), ваты, силикона, воска. От материала и конструкции зависят характеристики берушей и сферы их применения. Но такие вкладыши очень часто ослабляют шум слишком слабо, а иногда очень сильно (мешая слышать звуки, помогающие выполнять работу, мешая общаться и т.п.) так, что их невозможно применять вовремя без ущерба для работы, и в конце 20-го века были разработаны СИЗОС с электронно-акустическими компонентами, способные пропускать тихие звуки без ослабления (иногда и с усилением), с аудиовходом, и с активным подавлением низкочастотных шумов.
Вкладыши, в целом, ослабляют низкочастотный шум заметно хуже, чем высокочастотный. Потенциально, вкладыши могут уменьшать воздействие шума на орган слуха на 20-40 дБ. Но многочисленные измерения ослабления шума у рабочих на заводах, которые начали проводить со второй половины 1970-х, показали, что на практике ослабление шума гораздо меньше, чем на упаковке и в сертификатах, и у большой доли рабочих близко к нулю. Основными причинами этого исследователи считают отсутствие практики индивидуального подбора наиболее подходящих работнику вкладышей, и отсутствие тренировок по их правильному применению.
Для оценки эффективности профилактических мероприятий принято сравнивать заболеваемость в двух группах людей — где профилактика проводилась, и где не проводилась. Поиск публикаций на русском языке не выявил исследований, и ссылок на исследования (в СССР и РФ), в которых бы сравнивалась заболеваемость работников использовавших и не использовавших СИЗ органа слуха в схожих условиях. По данным Американской ассоциации промышленной гигиены, на Западе провели три исследования влияния СИЗ органа слуха на риск развития нейросенсорной тугоухости. Ни одно не выявило значимого отличия в заболеваемости (пример).

Сравнение прогнозируемого и реального ослабления шума у вкладышей EP100 (Willson).

В США выбор и применение СИЗ органа слуха регулируется государством, с начала 1970-х действуют санитарные правила по защите от шума, где определено, как работодатель должен выбирать и организовать использование  СИЗОС. Например, форма и размеры слуховых каналов у людей могут сильно отличаться, по данным размер может быть от 3 до 14 мм, а форма от эллиптической до щелевидной. Поэтому уже во второй половине 20 века вкладыши изготавливали в нескольких размерах, и с 1971 года работодателей обязали давать рабочим возможность выбрать удобную модель из нескольких предложенных. Согласно последним разъяснениям Департамента условий и охраны труда, работодатель должен давать работнику для выбора не менее чем 4 разных модели, и из них не менее чем две модели вкладышей. (При этом, однако, Департамент не считал и не считает СИЗОС надёжным и эффективным средством защиты от шума). Производители СИЗОС предлагали потребителям простые средства оценки размера слуховых каналов, например - шарики разного диаметра на стержнях. Законодательство США с 1970-х обязывает работодателей проводить обучение всех работников, применяющих СИЗОС; и до начала работы в шумных условиях, и затем - периодически. Из-за разнообразия индивидуальных анатомических особенностей работников, отличия в навыках по установке вкладышей в слуховой канал, ослабление шума у одной и той же модели вкладышей, сертифицированной и своевременно используемой, может быть очень разным. Например, в стандарте Канады отмечено, что "разнообразие ослабления шума у работников при использовании СИЗОС плюс-минус 20 дб - не редкость". Этот стандарт устанавливает требования к работодателям в области выбора и применения СИЗОС, но более подробно, чем в США. С учётом появления новых технологий, и очень сильных индивидуальных отличий в ослаблении шума, в последнем седьмом издании появился раздел, описывающий индивидуальный подбор и измерение ослабления шума у работника на предприятии.
В РФ есть лишь требование к работодателю - выдавать работникам сертифицированные СИЗОС, приобретая их за свой счёт; требований к индивидуальному подбору и обучению нет и не было. Ассортимент СИЗОС в США больше. По данным государственных докладов Роспотребнадзора, среди регистрируемых профессиональных заболеваний, развивающихся при воздействии вредных физических производственных факторов, уже много лет преобладает нейросенсорная тугоухость. Соответственно, и результат использования СИЗОС как основного средства защиты от шума может оказаться не лучше, чем в США: исследование 19 тысяч работников показало, что у тех, кто постоянно применял СИЗОС, и у тех, кто вообще не применял, частота значительного ухудшения слуха практически не отличалась.
По мнению американских специалистов, практика нескольких десятилетий защиты рабочих от шума в первую очередь с помощью СИЗОС показала свою полную несостоятельность.
Также эти средства защиты являются товаром, продаваемым на рынке. В РФ ведётся систематичная долгосрочная государственная поддержка для увеличения объёма продаж СИЗ.

## Виды вкладышей

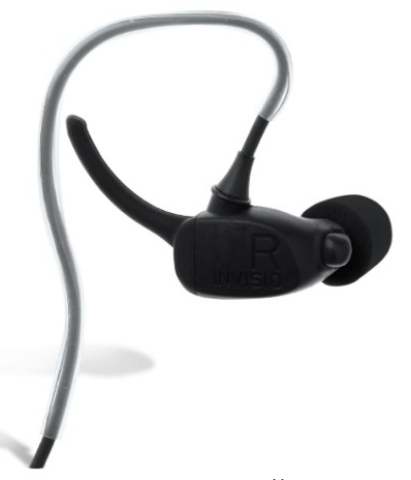
Вкладыши "пропускающие" внешние звуки без ослабления при малой громкости шума

- Из-за практически полного отсутствия снижения риска утраты слуха при использовании СИЗ от шума[9] были разработаны вкладыши с электронно-акустическими компонентами.
- Музыканты используют особый вид берушей, для защиты слуха на громких концертах. Такие беруши отличаются тем, что хуже ослабляют высокочастотные звуки[21]. В результате ослабление звуков разных частот небольшое, но схожее, и музыка искажается меньше.
- Существуют беруши для защиты от боли в ушах, вызываемой перепадами давления в салоне самолёта в процессе набора высоты и снижения.
- Беруши для сна. Отличаются самым малым давлением на уши и могут использоваться длительное время.
- Беруши для плавания (герметик) используются при заболеваниях ушей, исключающих контакт с нестерильной водой.

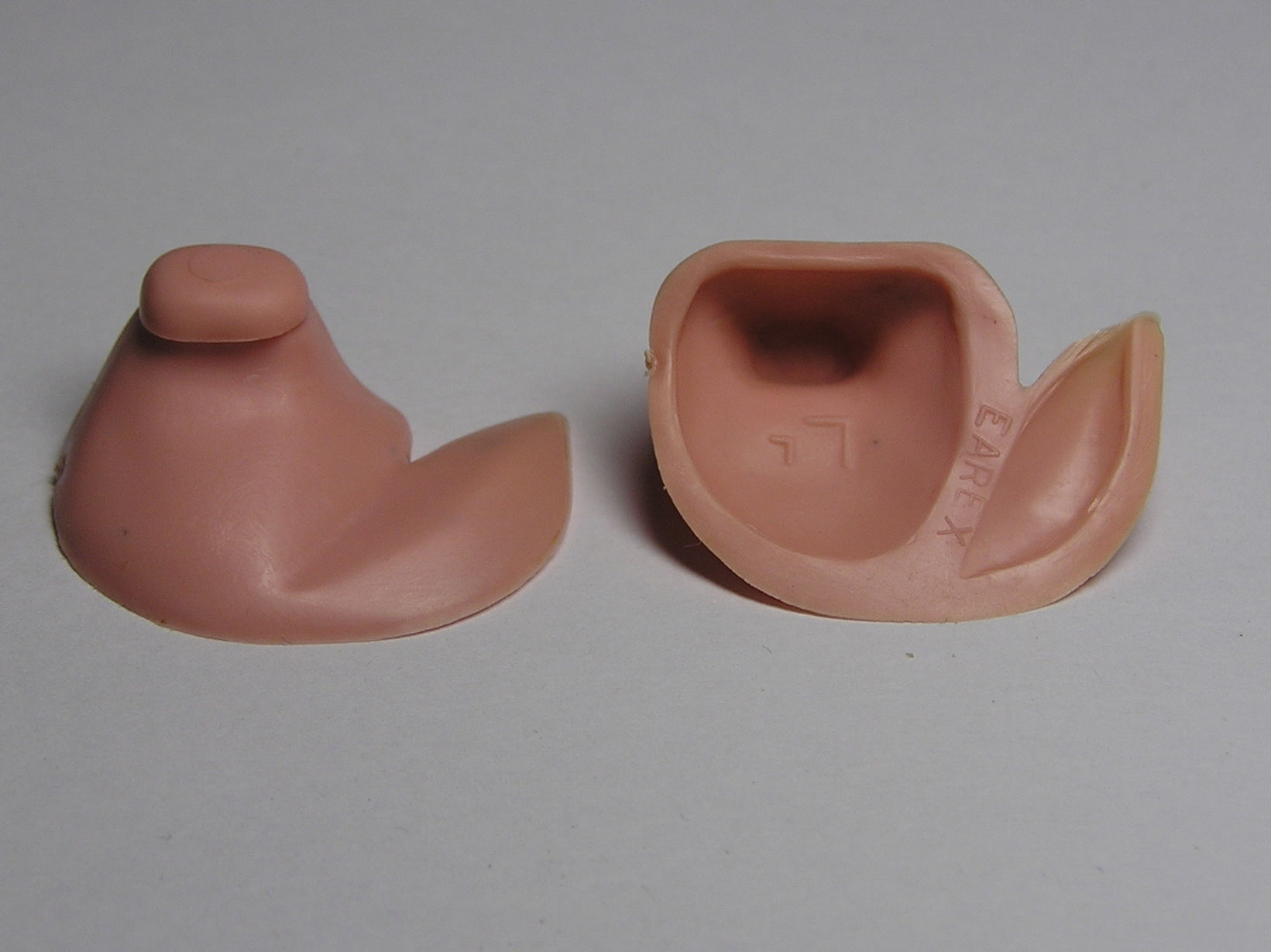
Беруши для плавания.

- Беруши для дайвинга имеют специальные отверстия для выравнивания давления.
- Беруши для использования агентами спецслужб для защиты от звуковых воздействий, а именно — от светошумовых гранат и др.

## Характеристики
- Пропускание воды
- Чувство давления в ушах
- Возможность использовать несколько раз
  - Продолжительность однократного ношения и общая продолжительность эксплуатации
- Грязеустойчивость
- Наличие слуховых фильтров по частотам. Это делается, чтобы при подавлении шумов можно было разобрать человеческую речь. Также используется музыкантами.
- Размер. При использовании вкладышей двух размеров, ослабление шума при использовании вкладышей маленького размера было заметно больше, чем при использовании больших. Специалисты считают, что маленькие вкладыши чаще удавалось вставить аккуратно и глубоко[29].

## Эффективность при применении

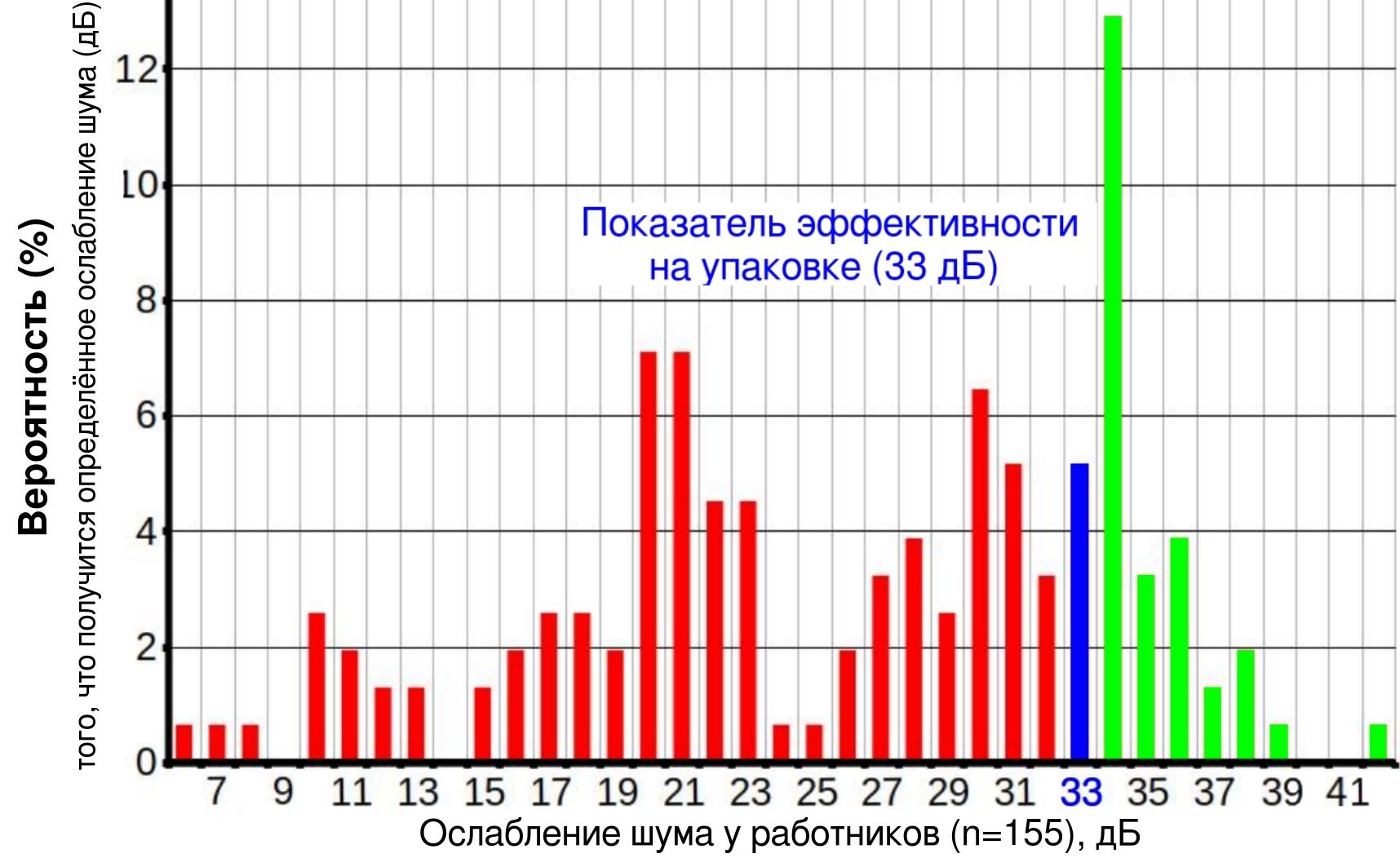
Нестабильность эффективности одной модели вкладышей, используемой группой работников

Для использования средств индивидуальной защиты (СИЗ) в промышленности они должны быть сертифицированы. Ранее беруши должны были соответствовать требованиям стандарта, а затем — требованиям Технического Регламента ТР ТС 019/2011 (в котором нет требований к ослаблению шума у средств индивидуальной защиты органа слуха).

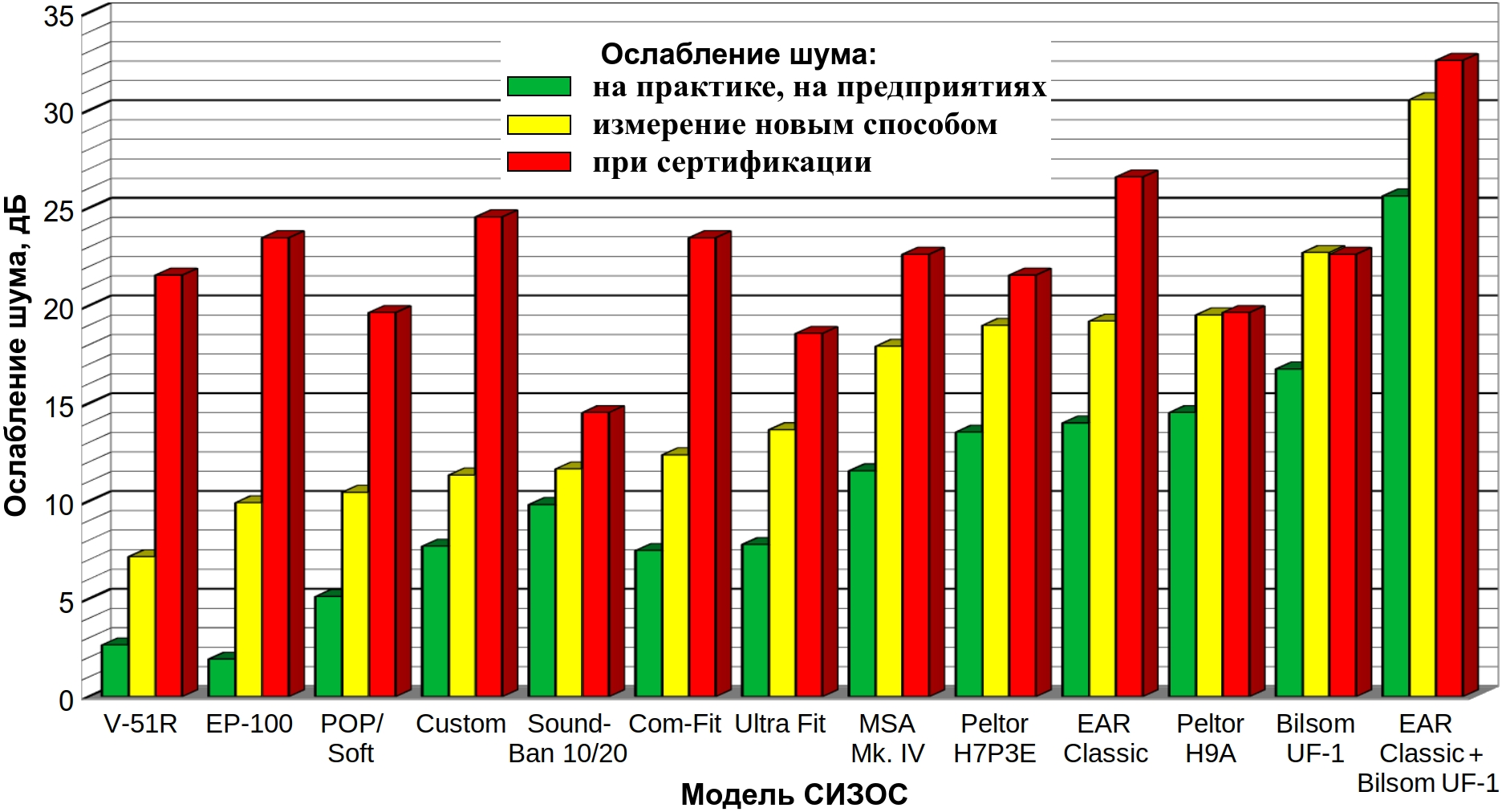
Сравнение ослабления шума при сертификационных испытаниях противошумов в лабораториях, и у рабочих

До середины 1970-х специалисты ошибочно полагали, СИЗОС, используемые на заводах, ослабляют шум точно также, как и в лабораторных условиях, при сертификации. Исходя из этого было разработано несколько способов прогнозирования ослабления шума у работников путём использования результатов лабораторных сертификационных испытаний. Сначала в 1979 году в США ввели показатель ослабления шума NRR. Предполагалось, что при его вычитании из уровня шума на рабочем месте, измеренного именно с С-коррекцией, получается воздействие шума на орган слуха, уже с А-коррекцией. Но вскоре выяснилось, что реальная защищённость работников значительно хуже. Пытаясь как-то отреагировать на это, Департамент условий и охраны труда (OSHA) предложил, в первом приближении, считать что ослабление шума вдвое меньше чем NRR. Немного позднее, по примеру США в Европейском Союзе ввели показатель SNR (схожий с NRR). Кроме того, сотрудник компании, изготавливающей и торгующей СИЗОС, предложил метод HML. Для случаев, когда известны все свойства шума для всех диапазонов частот (октав), может использоваться вычисление по октавам, но обычно для него нет исходных данных.
При разработке стандартов РФ, гармонизированных с западными, были взяты за основу устаревшие и некорректные методы прогнозирования, и три последних способа (SNR, HML и расчёт по октавам) попали в ГОСТ РФ; а современные западные стандарты в РФ не используют. На иллюстрации справа показано, что ослабление шума у работника, своевременно и правильно использующего сертифицированные вкладыши, не имеет ничего общего с результатами "прогнозирования" по методикам.
На практике, при использовании СИЗ органов слуха рабочими, их способность ослаблять воздействие шума значительно меньше лабораторной, которую поставщики указывают в каталогах, и которая наносится на упаковку. Поэтому предотвратить развитие профессиональных заболеваний с помощью выдачи рабочим СИЗОС сложно. Для правильного выбора и применения СИЗ слуха в развитых странах есть соответствующие требования (к работодателю), которые должны учитывать отличие реальной эффективности от лабораторной, и содержать требования, выполнение которых помогает обеспечить сотрудников адекватной защитой. В НИИ медицины труда считают, что эффективность СИЗ органов слуха ниже лабораторной по крайней мере в 2 раза (на 10-15 дБ и более)[уточнить]. Для увеличения эффекта от использования берушей важно обучать сотрудников их правильному применению. Большое значение имеет то, применяются ли они своевременно:
| Длительность неиспользования СИЗ органов слуха в течение смены, мин | 0  | 30 | 60 | 90 | 120 | 150 |
| ------------------------------------------------------------------- | -- | -- | -- | -- | --- | --- |
| Эффективная величина индекса ослабления шума противошумом NRR, дБ   | 15 | 10 | 8  | 7  | 6   | 5   |
| Эффективная величина индекса ослабления шума противошумом NRR, дБ   | 20 | 13 | 7  | 7  | 6   | 5   |
| Эффективная величина индекса ослабления шума противошумом NRR, дБ   | 25 | 15 | 8  | 6  | 5   | 5   |
| Эффективная величина индекса ослабления шума противошумом NRR, дБ   | 30 | 16 | 8  | 6  | 5   | 5   |

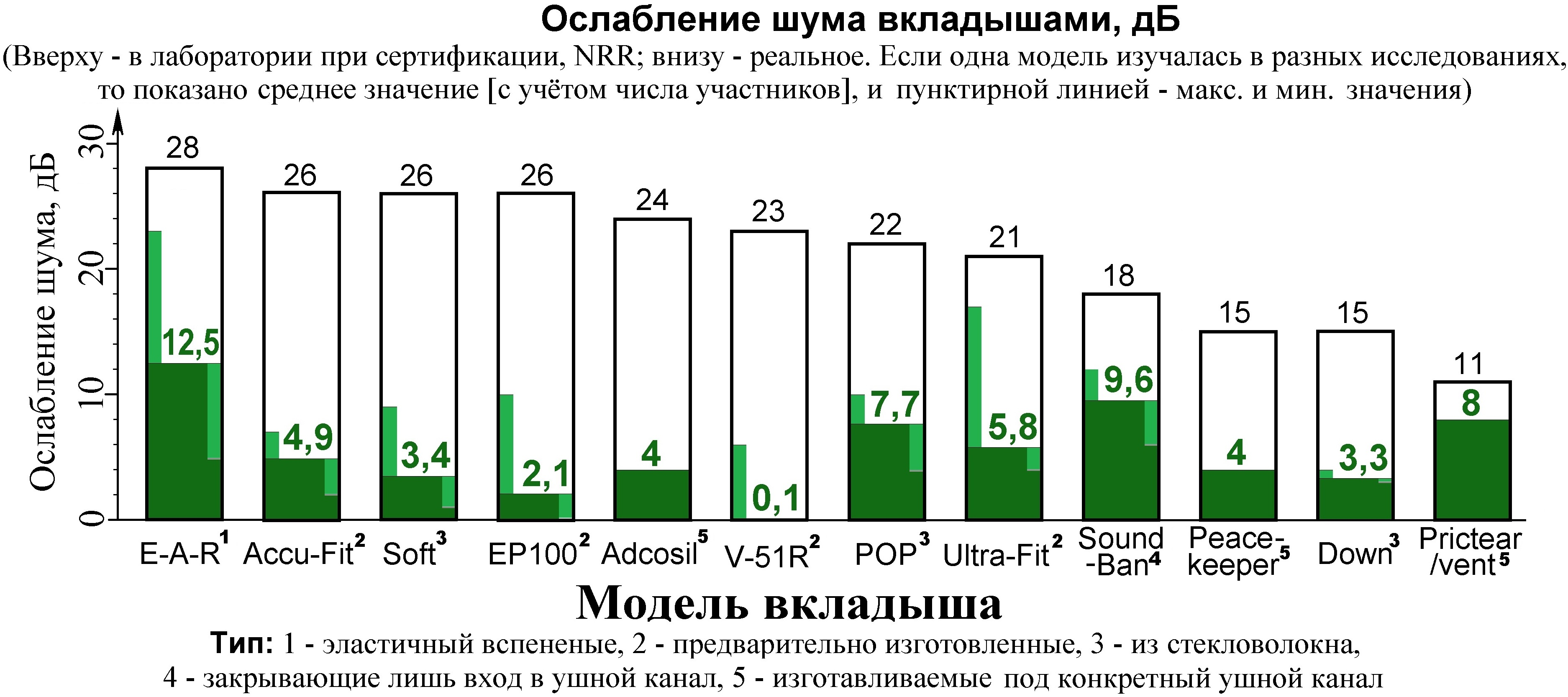
Диаграмма показывает низкую эффективность противошумных вкладышей при их использовании на практике — по сравнению с лабораторной эффективностью. Построены по данным главы 6 из Рекомендаций NIOSH по защите от шума 1998

Если противошумные вкладыши не использовать в течение 2 ч смены и более, то реальная защита практически сводится к нулю.
Уже первые исследования специалистов Национального института охраны труда (NIOSH) показали, что при практическом использовании вкладышей они ослабляют шум значительно хуже, чем в лаборатории; и что у разных работников ослабление шума может очень сильно отличаться. При проведении первого исследования специалисты подходили к работникам на рабочем месте (без предварительного предупреждения) и предлагали пройти в мобильную измерительную лабораторию. Иногда рабочих отвозили на автомобиле в близлежащую лабораторию. По дороге их сопровождал специалист, следивший за тем, чтобы сотрудник не поправлял вкладыши и не касался их. В мобильной лаборатории измеряли пороги восприятия звуков разных частот при вкладышах в слуховых каналах, а потом повторяли замеры без них. В 1981 г. NIOSH провёл втрое исследование (суммарно, замеры проведены на 15 разных заводах, у 420 работников, использовавших вкладыши 8 разных конструкций; выполнено примерно по 5 замеров у каждого из работников в течение 1 недели). Подводя итоги, авторы отметили, что «у примерно 10 % работников, использующих вкладыши, ослабление воздействия шума составляет 3 дБ … , а у 10 % работников, использующих вкладыши из эластичного материала (не пористого) … оно близко к нулю». Результаты этих ранних исследований подтвердились последующими работами специалистов разных стран. Низкие значения ослабления шума на рабочих местах при своевременном применении вкладышей объясняются тем, что из-за индивидуальных особенностей сложно подогнать вкладыш к слуховому каналу. Например, по данным диаметр может быть от 3 до 14 мм, форма поперечного сечения от круглой до щелеобразной, в продольном направлении - может быть прямым, но чаще изогнут в разной степени. Навыки правильно вставлять вкладыши имеют очень большое значение, но часто рабочих не учат этому, и не проверяют результат - (фактическое ослабление шума у конкретного рабочего). Соответственно, специалисты считают, что даже средние (в группе работников) ослабления шума вкладышами несравненно ниже, чем получаемые в лабораториях при сертификационных испытаниях, и наносимые на упаковку. Для надёжного сохранения слуха рабочих СИЗ должны применяться в рамках полноценной программы сохранения слуха.
Мнение западных учёных о нежелательности использования СИЗ органа слуха для защиты от шума из-за их ненадёжности разделяется советскими и российскими специалистами по профессиональным заболеваниям.
Применение СИЗ органа слуха, как и всех остальных СИЗ, является самым последним, и одновременно самым ненадёжным способом защиты рабочих от вредных производственных факторов. А нестабильность защитных свойств СИЗОС была выявлена в СССР ещё довоенный период.

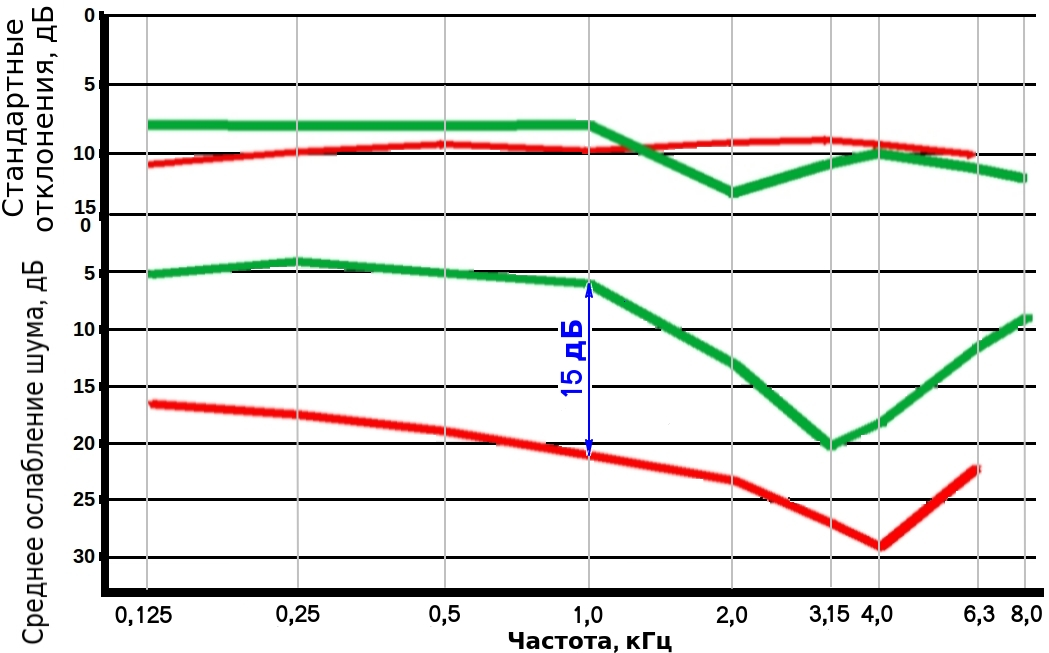
Ослабление шума при использовании на рабочих местах вкладышей, модель Willson EP100 — результаты 2 исследований. Нестабильность эффективности привела к тому, что, например, при частоте 1 кГц использование одной и той же модели дало разный результат не только у отдельных работников. Средние значения у двух групп рабочих отличались на 15 дБ.

Проводилось исследование, которое показало, что смазка вкладыша перед его установкой в ухо позволяет вставить его лучше и повышает эффективность защиты.

Замер степени ослабления шума, при использовании конкретной модели вкладыша конкретным работником

При покупке вкладышей работодатель и работник знают лишь то, насколько хорошо они защищали от шума испытателей в лаборатории. Эта информация совершенно бесполезна для прогнозирования ослабления шума у конкретного работника, так как не учитывается его индивидуальные особенности — форма и размер слухового канала, и способность аккуратно вставлять в него вкладыш. Чтобы как-то снизить остроту проблемы, NIOSH предложил использовать оборудование, позволяющее проверять конкретное ослабление шума у каждого рабочего при использовании конкретной модели СИЗ органа слуха. Такое оборудование считают незаменимым при первоначальном выборе подходящей модели и при обучении работников, в первую очередь - не имевших опыта использования СИЗОС. В ряде стран, например в ФРГ, планируют сделать эти проверки обязательными (юридически) для всех работодателей.
Такие системы производственного контроля изготавливаются крупными компаниями, но они дорого стоят, что затрудняет их широкое применение. Поэтому в Питтсбургской лаборатории Института было разработано предельно простое и недорогое устройство (и бесплатно доступная программа онлайн) для быстрой и упрощённой проверки вкладышей (у этих СИЗОС наиболее нестабильные защитные свойства). При декларируемом ослаблении шума (SNR) у большинства моделей 30-37 дБ, это устройство предназначено для того, чтобы предотвращать использование вкладышей с реальным ослаблением ниже 15 дБ: практика показала, что при неаккуратной установке вкладыша его эффективность легко может снизиться до нуля (пример). В 2022 г. успешно завершена разработка недорогого тестера в Польше. Работа по его созданию финансировалась Министерством семьи и социальной политики, в рамках Национального проекта "Улучшение условий труда".
Специалисты в развитых странах считают, что индивидуальные измерения ослабления шума у конкретного сочетания «работник — СИЗОС» являются наиболее перспективным способом защиты от шума с помощью противошумов.
В РФ отличие реальной и лабораторной эффективности не учитывается, и поставщики и изготовители уверяют потребителя, что на практике ослабление шума будет таким, как в лаборатории (какое показано на упаковке). Это приводит к выдаче работникам заведомо недостаточно эффективных средств защиты и к ухудшению их здоровья (не только слуха). Отличие подходов в использовании СИЗ органа слуха (в РФ — по сравнению с развитыми странами) отчасти объясняется сложившимися (в условиях не регистрации большей части случаев развития профзаболеваний) традициями, а отчасти — лоббированием интересов поставщиков влиятельной организацией.

### Мнения специалистов
Показатель реальной эффективности вкладышей на практике достигает лишь примерно 25 % от показателя, полученного при (сертификации) в лабораториях. У наушников это соотношение достигает примерно 60 %. Эти результаты ясно показывают, что результаты лабораторных испытаний, проводимых в США, не только не позволяют оценить реальную эффективность средств защиты. Они также не дают правильного представления о том, какие СИЗОС эффективнее других. Следовательно, определить то, какова будет эффективность СИЗОС на практике с помощью какого-то одного поправочного коэффициента и результатов замеров в лабораториях — невозможно. …
Использование лабораторных результатов для сравнительной оценки эффективности СИЗОС разных типов даст наибольшую ошибку в том, что — в целом — вкладыши (кроме сделанных из эластичного пористого материала) обеспечивают наилучшую защиту. На практике — всё наоборот.
… СИЗОС разных типов, особенно вкладыши, при их применении работниками на производстве обеспечивают значительно худшую защиту, и гораздо большее разнообразие эффективности, чем можно ожидать при использовании лишь результатов сертификационных лабораторных испытаний.

… Эффективность СИЗОС на рабочих местах очень маленькая. На многих предприятиях не удаётся обеспечить снижение воздействия шума на большинство работников всего лишь на 10 дБ.
По сути (немного преувеличив), можно сказать: NRR (SNR) показывает не эффективность модели, а то, что изделие разработано и испытано как СИЗ от шума. … Использовать значения лабораторной эффективности (в США NRR, в ЕС и РФ SNR — прим.) для прогнозирования эффективности СИЗОС у групп работников — нельзя ни при каких обстоятельствах.
Достоверность результатов испытаний. 

К сожалению значения ослабления сигнала и соответствующие стандартные отклонения, полученные в лабораториях США и, в меньшей степени, в Европе, не являются репрезентативными. Вергер, Френкс и Линдгрен (1996) выполнили анализ 22 результатов исследований антифонов и установили, что данные ... являются завышенными от 140 почти до 2000%. ... 
... Разные СИЗОС могут снижать воздействие шума в разной степени. Сейчас разработаны новые технологии, позволяющие определить ослабление шума. В конечном итоге, эти методы могут изменить сам подход к оценке ослабления шума у работников.. ... Департамент условий и охраны труда (OSHA) и National Hearing Conservation Association (NHCA) Alliance рекомендуют проводить измерения ослабления шума при использовании конкретной модели СИЗОС у каждого работника индивидуально, и считают это наилучшей практикой и ценным способом обучения работника правильному применению противошумов.
Возможными причинами неудач при попытке сберечь слух работающих в шумных условиях (программы защиты от шума) могут быть, в том числе:
1. Принятие решений на основе не достоверной информации,
2. Низкое качество (или отсутствие) обучения использованию СИЗОС, включая установку вкладышей,
3. Ошибки при выборе СИЗОС,
4. Использование результатов сертификационных лабораторных испытаний при прогнозировании степени защиты работников от шума,
5. Отсутствие индивидуального подбора СИЗОС и индивидуального обучения их правильному использованию[50].

## См. также

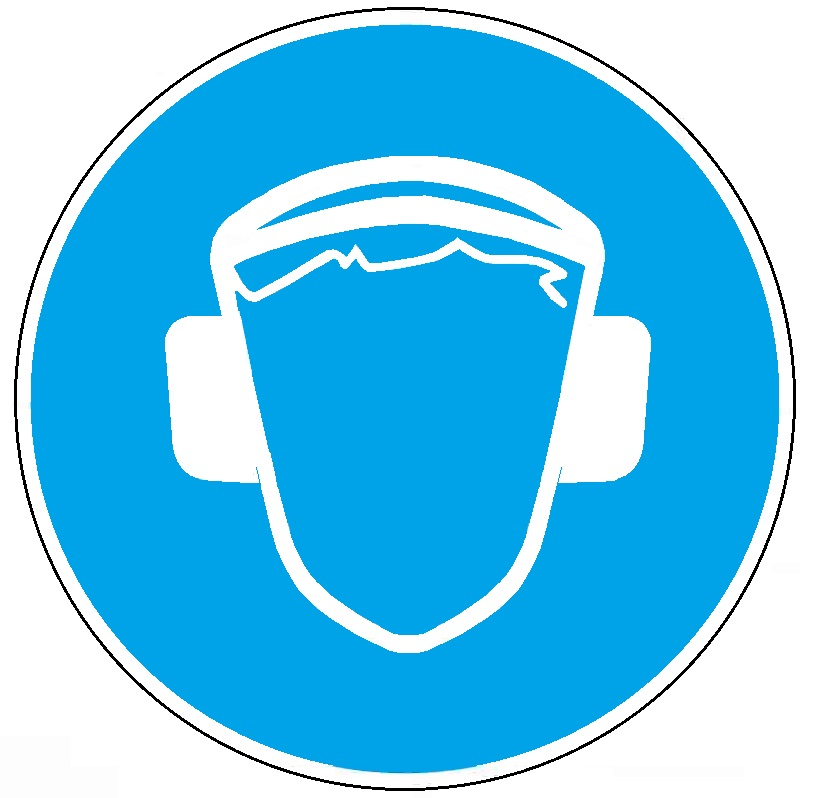
Предписывающий знак безопасности — Работать в защитных наушниках (использовать средства индивидуальной защиты органов слуха СИЗОС)